# Ямное (Черниговская область)
Ямное (укр. Ямне) — бывшее село в Новгород-Северском районе Черниговской области Украины. Занимало площадь 0,23 км².
Почтовый индекс: 16012. Телефонный код: +380 4658.

## История
По состоянию на 1988 год население — 10 человек, 2001 — 2 человека. Решением Черниговского областного совета от 28.09.2012 года село снято с учёта.

## География
Было расположено в 600 м восточнее государственной границы Украины с Россией — юго-западнее села Красный Хутор и севернее села Андреевка.

## Власть
Орган местного самоуправления — Будо-Воробьёвский сельский совет. Почтовый адрес: 16012, Черниговская обл., Новгород-Северский р-н, с. Буда-Воробьёвская, ул. Ленина, 2.